# Gib’s zu, Fletch
Gib’s zu, Fletch ist eine US-amerikanische Kriminalkomödie, die auf dem gleichnamigen Roman von Gregory Mcdonald von 1976 basiert.

## Handlung
Irwin Maurice „Fletch“ Fletcher arbeitete früher als Kriminalreporter und Investigativer Journalist und ist jetzt als freiberuflicher Autor tätig. Er wird von einem milliardenschweren italienischen Grafen angeheuert, um den Verbleib seiner verschwundenen Kunstsammlung aufzuklären. Fletch hat bereits eine erste Spur: in Boston hat der Kunsthändler Ronald Horan zwei der fraglichen Gemälde verkauft. Im Rom trifft Fletch sich mit Angela, der attraktiven Tochter seines Auftraggebers, und zwischen den beiden entwickelt sich eine Liebesbeziehung. Da erhält Angela von der Polizei die Nachricht, dass ihr Vater offenbar von Tätern aus dem Bereich des organisierten Verbrechens entführt wurde, die ausgerechnet einen Picasso aus der verschwundenen Sammlung als Lösegeld fordern. 
Fletch fliegt allein nach Boston, um die Ermittlung hier voranzutreiben. Als er in einem kurzfristig gemieteten Stadthaus in Boston ankommt, findet er dort eine tote Frau, die später als Laurel Goodwin identifiziert wird. Das Mordopfer arbeitete als Barista, hatte offenbar keinerlei Verbindung zu dem Haus und war in der Nachbarschaft unbekannt. Obwohl Fletch derjenige ist, der die Polizei rief, wird er zum Hauptverdächtigen. Sergeant Inspector Monroe und Junior Detective Griz vom Boston Police Department beginnen, Fletch zu beschatten.
Fletch trifft sich unter falschem Namen mit Horan, um die Gemälde zu finden. Fletch erfährt von seiner Nachbarin Eve, dass Owen, der Stadthausbesitzer, eine Vorgeschichte von Gewalt und Drogenmissbrauch und eine Ex-Frau namens Tatiana hat, die früher seine Geschäftspartnerin war. Fletch trifft sich mit Tatiana, wiederum unter falschem Namen, und vermutet, dass sie die Mörderin ist. Unterdessen lädt sich die Gräfin, Angelas Stiefmutter, ein, bei Fletch zu übernachten. Angela ist mit dieser Entwicklung nicht zufrieden; sie vermutet, dass die Gräfin, die sie absolut nicht leiden kann, und ihr Bruder den Grafen entführt haben. Angela kommt in Boston an und scheint mit der Gräfin zunächst erstaunlich gut auszukommen.
Beim Abendessen werden Fletch, die Gräfin und Angela von Owen, Tatiana und Eve besucht. Der stark angetrunkene Verlobte von Laurel Goodwin kommt und versucht Fletch zu töten, da er ihn für ihren Mörder hält. Als er von Eves Hund abgelenkt wird, schnappt sich Fletch seine Waffe und erfährt, dass Angela Owen kennt und mit ihm in Kontakt stand. Angela geht daraufhin sofort.
Fletch folgt ihr zu einem Treffen mit Horan auf dessen Segelboot. Fletch geht davon aus, dass Angela die Gemälde gestohlen und zum Verkauf an Horan übergeben hat. Horan verrät, dass er Laurel Goodwin tötete, um Fletch den Mord anzuhängen und ihn als Ermittler in der Kunstraubsache auszuschalten. Horan plante, Angela zu täuschen und seine Schulden durch den Verkauf der Kunstsammlung zu begleichen. Horan zieht eine Waffe und versucht Fletch zu töten, wird aber von Griz erschossen.
Der Graf, der mit Fletchs Hilfe seine Entführung vortäuschte, um seine Frau und seine Tochter auf die Probe zu stellen, kehrt zurück und überredet Fletch, die Gemälde zu behalten. Fletch, der sich an einem unbekannten Ort in Lateinamerika aufhält, schickt je ein Gemälde an die Gräfin, an Eve, an seinen früheren Chef, und an zwei Straßenkünstler – sowie einen großen Scheck an den Verlobten und die Familie von Laurel Goodwin.

## Synchronisation
Die deutschsprachige Synchronisation entstand bei Iyuno Germany GmbH in Berlin nach einem Dialogbuch und unter der Dialogregie von Christian Schneider.
| Rolle                           | Schauspieler      | Synchronsprecher  |
| ------------------------------- | ----------------- | ----------------- |
| Irwin Maurice „Fletch“ Fletcher | Jon Hamm          | Sascha Rotermund  |
| Angela „Andy“ de Grassi         | Lorenza Izzo      | Patrizia Carlucci |
| Frank Jaffe                     | John Slattery     | Bernd Vollbrecht  |
| Ronald Horan                    | Kyle MacLachlan   | Matthias Klie     |
| Sgt. Insp. Morris Monroe        | Roy Wood Jr.      | Torben Liebrecht  |
| Gräfin Sylvia de Grassi         | Marcia Gay Harden | Melanie Pukaß     |

## Rezeption
Der Film wurde überwiegend positiv bewertet und erreichte auf Rotten Tomatoes eine Zustimmung von 86 %, bei insgesamt 129 Kritiken.